# Proasellus meijersae
Proasellus meijersae és una espècie de crustaci isòpode pertanyent a la família dels asèl·lids.

## Hàbitat
És una espècie demersal.

## Distribució geogràfica
Es troba a Europa al riu Mundo (conca hidrogràfica del Segura, província d'Albacete, l'Estat espanyol).